# 泰迪島博物館
泰迪島博物館（泰文：พิพิธภัณฑ์ ตุ๊กตาหมี พัทยา；英文：Teddy Island Museum）位于泰國東部春武里府。它是一間在2013年9月27日（星期五）開始營業，佔地超過0.25公頃的私人牟利博物館，其建築物之外觀設計為一艘40公尺長的龍舟，展品的主題為玩具熊，可同時接待數千名觀光客參觀及拍照。

## 展品
數千隻玩具熊被裝飾成12個主題的展覽館：
- 南美洲印加部落（โซนชนเผ่าอินคา；Inca）；
- 恐龍（โซนไดโนเสาร์；Dinosour）；
- 恐龍化石（โซนฟอสซิล；Fossil）；
- 非洲（โซนแอฟริกา；Africa）；
- 泰國（โซนเมืองไทย；Thailand）；
- 海底世界（โซนใต้ท้องทะเล；Underwater）；
- 愛斯基摩人的文化（โซนเอสกิโม；Eskimo）；
- 聖誕節（โซนเมืองซานต้า；Santa）；
- 太空（โซนอวกาศ；Space）；
- 神話及傳說（โซนเทพนิยาย；Fair Tale）；
- 命名為『泰迪城』的中國牌坊（โซนจีน；China）；
- 歐洲（โซนยุโรป；Europe）。